# Old Star
Old Star är det sjuttonde studioalbumet av det norska black metal-bandet Darkthrone, utgivet 2019 av skivbolaget Peaceville Records. 

## Låtlista
1. "I Muffle Your Inner Choir" – 6:26
2. "The Hardship of the Scots" – 7:36
3. "Boreal Fiends" – 4:28
4. "Alp Man" – 5:27
5. "Duke of Gloat" – 6:49
6. "The Key Is Inside the Wall" – 7:24

- Texter: Fenriz
- Musik: Nocturno Culto (spår 1, 3, 5), Fenriz (spår 2, 4, 6)

## Medverkande
Musiker (Darkthrone-medlemmar)
- Nocturno Culto (Ted Arvid Skjellum) – sång, gitarr, basgitarr
- Fenriz (Gylve Fenris Nagell) – trummor, basgitarr, gitarr

Produktion
- Nocturno Culto – ljudtekniker, musikproducent
- Sanford Parker – ljudmix
- Jack Control – mastering
- Chadwick St. John – omslagsdesign